# Сьюзен Де Маттеї
Сьюзен Де Маттеї (англ. Susan DeMattei, 15 жовтня 1962) — американська велогонщиця.
Бронзова призерка Олімпійських Ігор 1996 року з маунтінбайку.